# بروتوكول (سياسة)
[(بروتوكول) أو (ميثاق)]:هو اتفاق بين دولتين أو أكثر يرتبطون بعوامل مشتركة وهو يشبه القانون لأنه ينظم العلاقات بين الدول الموقعة عليه.